# 주니베르크교
주니베르크교(독일어: Sunnibergbrücke) 또는 주니베르크 다리(Sunniberg Bridge)는 저명한 스위스 엔지니어 크리스티안 멘이 설계하고ㅡ 1998년에 완공한 도로 가장자리 위에 낮은 바깥쪽으로 나 있는 주탑이 있는 곡선형 다중 경간 엑스트라도즈드교이다. 이 다리는 마을 근처 란트콰르강을 가로질러 스위스 동부 그리송주의 클로스터스 28번 우회 도로를 지나간다. 혁신적인 디자인과 주변 환경에 민감한 미학적으로 아름다운 외관으로 주목받고 있다.

## 설계
다리는 다리의 눈에 띄는 위치를 감안할 때 곡선형 다중 경간 엑스트라도즈드교의 구조적 형태를 더 큰 시골 알프스 풍경에 통합하는 도전으로 크리스티안 멘(개념 설계)과 디알마 야콥 바엔치거(최종 설계)가 설계했다. 랜드쿼트 계곡에 있는 다리의 두드러진 위치를 고려할 때, “하지만 우아함이 있는” 곡선 다경간 엑스트라도즈드교의 구조적 형태를 더 큰 시골 알프스 풍경에 통합하는 도전으로서 설계한 것이다.

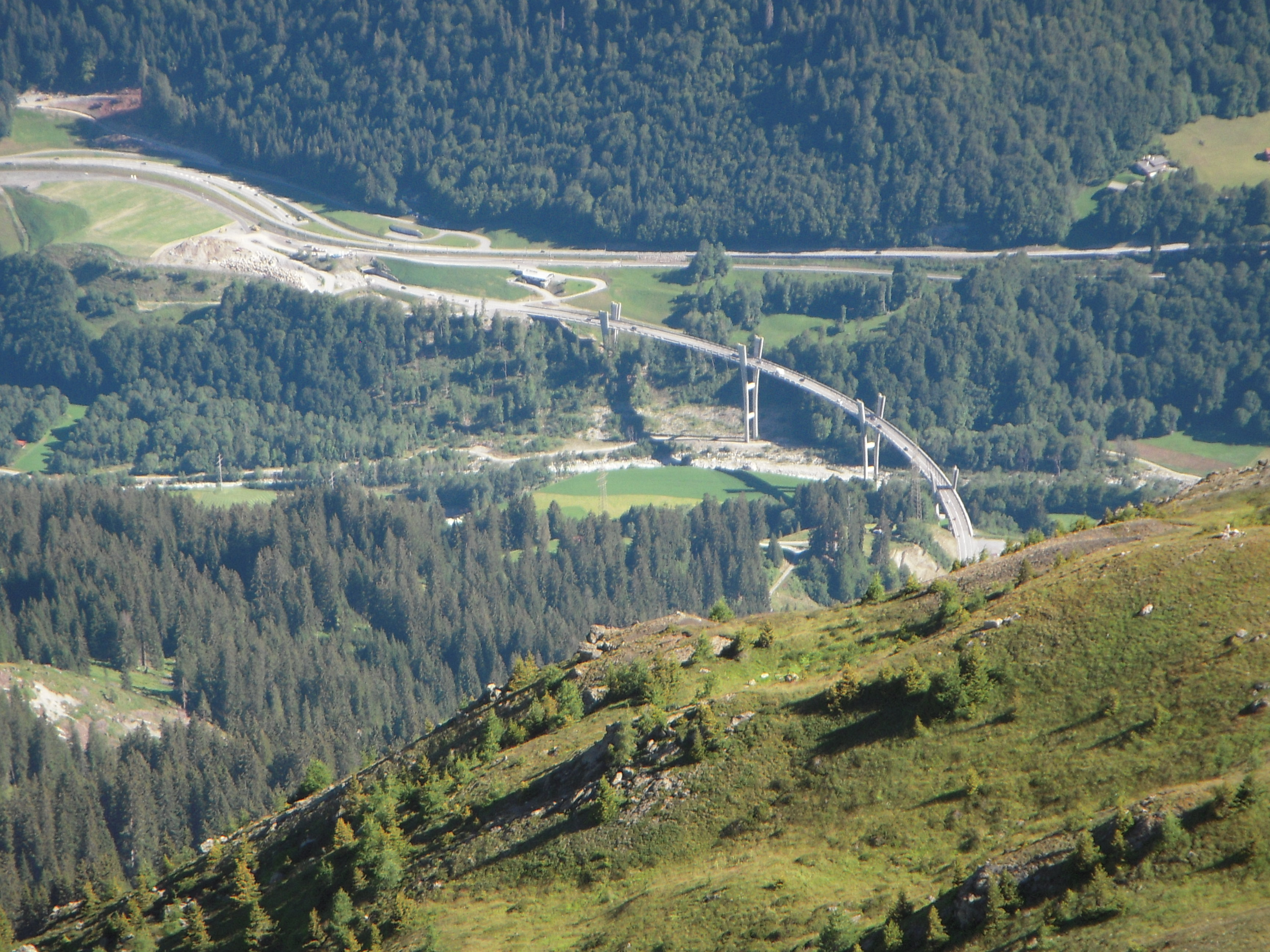
고취나 터널에서 북쪽으로 본 풍경

클로스터스 우회 고속도로는 계곡 바닥 위 50~60m 높이에서 526m 길이의 곡선 도로 교량(수평 곡률반경 약 500m)에서 란트콰르트강 계곡을 가로지른다. 계곡 바닥(기단 8.80m × 4.25m)에서 4개의 가느다란 H자형 교각이 인근의 키 큰 나무처럼 솟아 있다. 위쪽으로 진행하면 키가 큰 교각/주탑의 암이 12.4m 너비의 곡선 및 경사진 데크를 지지하고 유지하기 위해 벌려져 도로를 팔에 안고 있다.
이 다리는 “민감한 풍경에 반응하는 구조 예술의 섬세한 표현”으로 2001년 아웃스탠딩 스트럭쳐 어워드(Outstanding Structure Award)를 수상했다.

## 건설

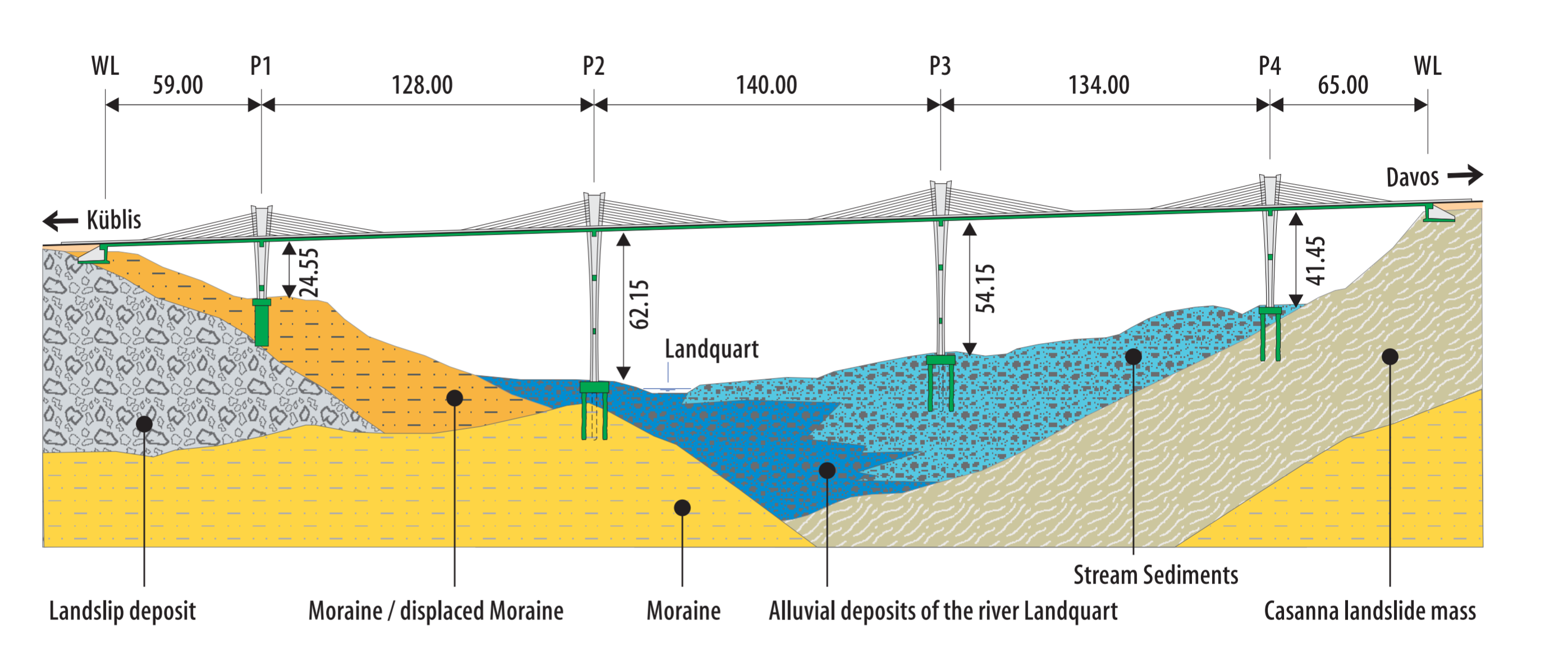
지질학적 주니베르크 다리의 고도, Tiefbauamt Graubünden (1998)

바티그룹 AG와 베취 AG가 1996년 봄에 건설을 시작했으며, 북쪽 끝에서 란트콰르트에서 클로스터스까지 이르는 도로에 가장 가까운 부두인 P1 부두에서 시작했다. 교각이 완성되면 균형 잡힌 캔틸레버 공법을 사용하여 데크를 건립했다. 교량은 1998년 가을에 예정보다 빨리 완공되었다.
완성된 다리는 다리의 남쪽 끝이 연결되는 고취나 터널이 아직 공사 중이었기 때문에 통행을 위해 개방되지 않았다. 대신 2005년까지 다리와 터널을 모두 포함하는 클로스터스 우회도로가 클로스터스를 자주 방문 하는 찰스 왕세자와 함께 하는 행사에서 교통을 위해 개방될 때까지 임시로 터널 굴착 장소에 접근하는 데만 사용되었다.

## 비판
엔지니어/디자이너인 크리스티안 멘에게 수여된 2009년 국제 공로상에서 그의 주니베르크 다리는 그가 만든 칸터교와 함께 레오나드 P. 제이컴 분커 힐 메모리얼 다리 및 기타 다른 다리와 함께 구조적 아름다움으로 인해 “세계적으로 유명한” 것으로 선정되었다. 경제적 효율성, 기술 혁신, 그리고 단순히 예술의 구조 공학 작품이기 때문이다.
2015년 국제 구조 공학 회고록 “Structural Engineering, Switzerland에 대한 주니베르크 다리의 영향”에서 주니베르크 다리의 영향에 대해 다음과 같은 점을 지적할 수 있다.
- 그것은 구조 엔지니어들 사이에서 가장 좋아하는 랭킹 1위였다. 1991년부터 2000년까지 출판된 가장 좋아하는 건축물 중 5위.
- 그것은 새롭고 독특한 교량 유형으로 “엑스트라도즈드교”를 확립하는 데 도움이 되었다.

흔하지 않은 곡선형 다경간 엑스트라도즈드교 도로 교량이다.
- 그것은 일체형 교량이다. 즉, 끝단에 조인트나 베어링이 없지만 거더는 교대에 단단히 연결되어 있다. 따라서 유지 관리가 더 쉽다.
- 콘크리트가 우아함을 지닌 가느다란 구조물을 만드는 데 사용될 수 있음을 보여준다.
- 주니베르크 다리는 고성능, 품질 및 우아함, 구조 공학에 대한 인식, 감탄을 불러일으키는 물체를 상징하는 스위스 엔지니어링의 아이콘이 되었다.